# 张汇兰
张汇兰（1898年—1996年），又名渭南，女，江苏南京人，中国体育教育家，曾任上海体育学院教授，第二、三届全国人大代表，第五届全国政协委员。